# Vincent Sellaer
Vincent Sellaer, ook vernoemd als Sellaert (Mechelen 1500 - aldaar, vóór 1589) was een kunstschilder uit de Zuidelijke Nederlanden.

## Biografie
Vincent Sellaer wordt in 1544 in Mechelen vermeld. Hoogstwaarschijnlijk bezocht hij Noord-Italië. Dit valt af te leiden uit Lombardische en Florentijnse stilistische invloeden in zijn schilderijen die moeilijk als indirect uit te leggen zijn.
De schaarste aan informatie over zijn biografie is te wijten aan de vernietiging van de archieven van Mechelen, als gevolg van branden, plunderingen en godsdienstoorlogen. Hij schilderde religieuze en mythologische taferelen.

## Afbeeldingen

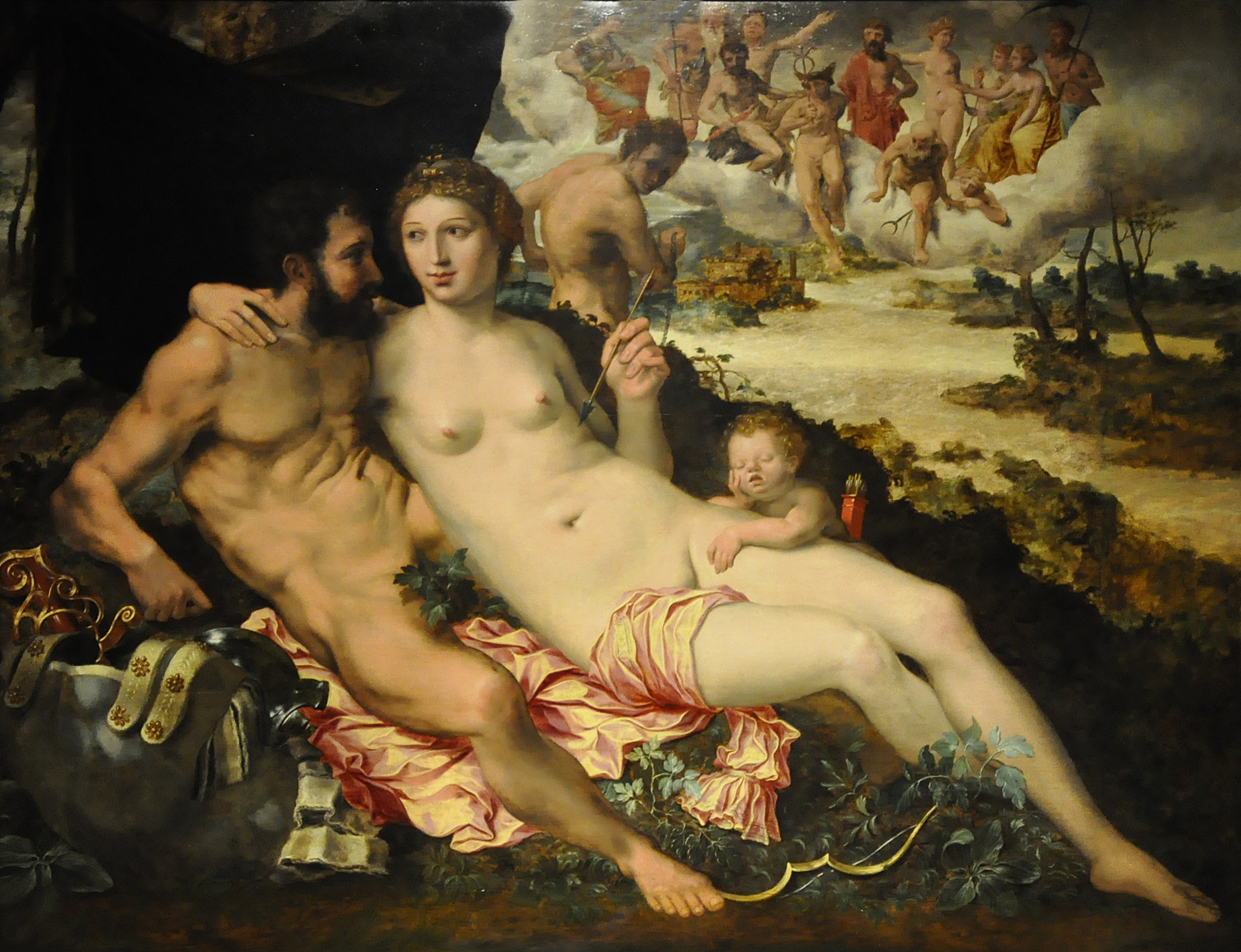
Mars en Venus verrast door Vulcanus in het Rubenshuis, Antwerpen
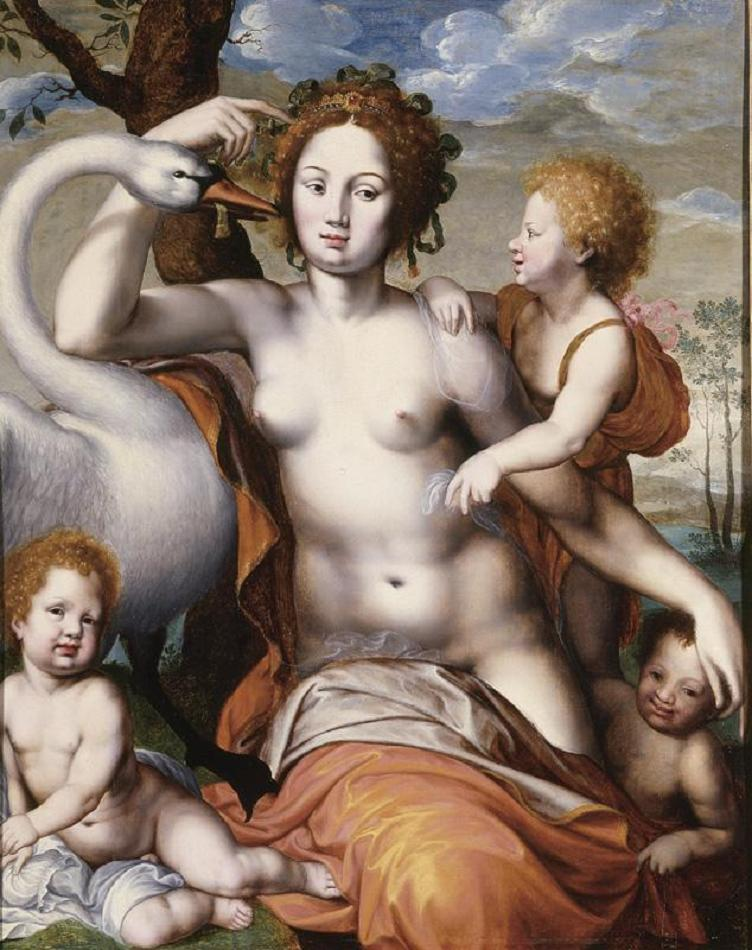
Leda en de zwaan in het Seattle Art Museum

- Biografisch Portaal: 64465137
- MusicBrainz: 913e3c98-e4da-4380-8fd1-0dc2f87a1be3
- RKD-Nederlands Instituut voor Kunstgeschiedenis: 71888
- Union List of Artist Names: 500032356
- Virtual International Authority File: 95880813